# Fluphénazine
La fluphénazine (Modécate, Moditène) est un antipsychotique de première génération.
Elle fait partie de la liste des médicaments essentiels de l'Organisation mondiale de la santé (liste mise à jour en avril 2013).